# منزيس كامبل
منزيس كامبل هو محامي وسياسي بريطاني، ولد في 22 مايو 1941 في غلاسكو في المملكة المتحدة. نشط حزبياً في الحزب الليبرالي والديمقراطيون الليبراليون.

## مناصب
- انتخب عضو البرلمان الخمسون للمملكة المتحدة  [لغات أخرى]‏ عن دائرة فايف الشمالية الشرقية وقد انضم خلال فترته النيابية ‏ (19 مارس 1988 – 16 مارس 1992) للكتلة البرلمانية الديمقراطيون الليبراليون.
- في الانتخابات العمومية للمملكة المتحدة 1987 [الإنجليزية]‏، انتخب عضو البرلمان الخمسون للمملكة المتحدة  [لغات أخرى]‏ عن دائرة فايف الشمالية الشرقية وقد انضم خلال فترته النيابية ‏ (11 يونيو 1987 – 19 مارس 1988) للكتلة البرلمانية الحزب الليبرالي.
- في الانتخابات العامة في المملكة المتحدة 1992 [الإنجليزية]‏، انتخب عضو البرلمان الحادي والخمسون للمملكة المتحدة  [لغات أخرى]‏ عن دائرة فايف الشمالية الشرقية وقد انضم خلال فترته النيابية ‏ (9 أبريل 1992 – 8 أبريل 1997) للكتلة البرلمانية الديمقراطيون الليبراليون.
- انتخب عضو مجلس اللوردات  [لغات أخرى]‏ وقد انضم خلال فترته النيابية (13 أكتوبر 2015 – ) للكتلة البرلمانية الديمقراطيون الليبراليون.
- في الانتخابات العامة في المملكة المتحدة 1997 [الإنجليزية]‏، انتخب عضو البرلمان الثاني والخمسون للمملكة المتحدة  [لغات أخرى]‏ عن دائرة فايف الشمالية الشرقية وقد انضم خلال فترته النيابية ‏ (1 مايو 1997 – 14 مايو 2001) للكتلة البرلمانية الديمقراطيون الليبراليون.
- في الانتخابات العامة في المملكة المتحدة 2001، انتخب عضو البرلمان الثالث والخمسون للمملكة المتحدة  [لغات أخرى]‏ عن دائرة فايف الشمالية الشرقية وقد انضم خلال فترته النيابية ‏ (7 يونيو 2001 – 11 أبريل 2005) للكتلة البرلمانية الديمقراطيون الليبراليون.
- في الانتخابات العامة في المملكة المتحدة 2005، انتخب عضو البرلمان الرابع والخمسون للمملكة المتحدة  [لغات أخرى]‏ عن دائرة فايف الشمالية الشرقية وقد انضم خلال فترته النيابية ‏ (5 مايو 2005 – 12 أبريل 2010) للكتلة البرلمانية الديمقراطيون الليبراليون.
- في انتخابات المملكة المتحدة لعام 2010، انتخب عضو البرلمان الخامس والخمسين للمملكة المتحدة  [لغات أخرى]‏ عن دائرة فايف الشمالية الشرقية وقد انضم خلال فترته النيابية ‏ (6 مايو 2010 – 30 مارس 2015) للكتلة البرلمانية الديمقراطيون الليبراليون.
- انتخب عضو المجلس الخاص بالمملكة المتحدة  [لغات أخرى]‏.
- انتخب زعيم الديمقراطيون الليبراليون [الإنجليزية]‏ (7 يناير 2006 – 15 أكتوبر 2007).
- انتخب Chancellor of the University of St Andrews [الإنجليزية]‏ (9 يناير 2006 – ).

## وصلات خارجية
- الموقع الرسمي
- منزيس كامبل على موقع الاتحاد الدولي لألعاب القوى (الإنجليزية)
- منزيس كامبل على موقع اللجنة الأولمبية الدولية (الإنجليزية)
- منزيس كامبل على موقع أوليمبيديا (الإنجليزية)
- منزيس كامبل على موقع اللجنة الأولمبية البريطانية (الإنجليزية)